# Bourasso (département)
Bourasso est un département et une commune rurale du Burkina Faso, situé dans la province du Kossi et la région de la Boucle du Mouhoun. En 2019, le département comptait 20 115 habitants.

## Villages
Le département comprend un village chef-lieu (populations actualisées en 2019) :
- Bourasso (761 habitants)

et 14 autres villages :
- Barakuy (527 habitants)
- Biron-Bobo (161 habitants)
- Biron-Marka (1 908 habitants)
- Bouni (576 habitants)
- Diamasso (514 habitants)
- Kamiankoro (1 046 habitants)
- Kodougou (1 395 habitants)
- Labarani (787 habitants)
- Lékuy (912 habitants)
- Lémini (412 habitants)
- Nokuy (1 137 habitants)
- Sikoro (1 164 habitants)
- Sirakoro (150 habitants)
- Zonakuy (296 habitants)